# Tren de aterrizaje

Tren de aterrizaje principal y de morro de un Airbus A330 de la compañía Qatar Airways.

El tren de aterrizaje es la parte de cualquier aeronave encargada de absorber la energía cinética producida por el contacto entre la aeronave y la pista durante la fase de aterrizaje y despegue.

## Función
Durante el aterrizaje, el tren debe absorber la energía cinética producida por el impacto. Los neumáticos son el primer elemento que absorbe tal impacto, pero no es suficiente; así el tren de aterrizaje debe poseer un sistema de amortiguación para poder disminuir el impacto.
La velocidad de descenso de un avión en el aterrizaje, en el momento de impacto con el suelo, es decisiva para la absorción de trabajo de los amortiguadores.
La expresión “energía de descenso” se emplea frecuentemente y es la energía cinética arbitrariamente asociada con la velocidad vertical. El sistema debe absorber la energía cinética, equivalente a la caída libre del peso del avión desde 80 cm de altura.
El peso total del avión, su distribución sobre las ruedas principales y la proa o popa, la velocidad vertical de aterrizaje, la cantidad de unidades de ruedas, las dimensiones y presión de los neumáticos y otros, son los factores que influyen sobre la amortiguación del choque y esta debe ser tal que la estructura del avión no esté expuesta a fuerzas excesivas.
Entonces, la función del amortiguador del tren de aterrizaje es reducir la velocidad vertical del avión a cero, en tal forma que la reacción del suelo nunca exceda de un cierto valor, generalmente un múltiplo del peso del avión, en el aterrizaje.
Otra de las finalidades es permitir al avión que se desplace sobre tierra, tanto en carrera de despegue, aterrizaje, y trasladarse de un lugar a otro llamado comúnmente (TAXI) y para poder estar posado sobre tierra.
El peso del tren de aterrizaje está entre un 4% y un 7% del peso de despegue del avión.

## Clasificación
Los trenes de aterrizaje de los aviones pueden ser clasificados en: 
1. Trenes fijos.
2. Trenes retráctiles.

Los trenes fijos son los que, durante el vuelo se encuentran permanentemente expuestos a la corriente de aire. Se usan solamente en aviones relativamente pequeños, de baja velocidad donde el aumento de peso por la instalación de un sistema de retracción influirá desfavorablemente sobre el peso total y la ganancia en velocidad no mejoraría mucho las prestaciones.
Los trenes retráctiles son los que no están expuestos al aire sino que están escondidos en la parte estructural del avión. El piloto desde la cabina de mando con una palanca hace posible que el tren de aterrizaje pueda contraerse escondiéndose en el interior de la aeronave, así cuando el avión tiene que aterrizar el piloto con la misma palanca hace posible que el tren de aterrizaje baje y así la aeronave pueda aterrizar.

## Disposición del tren de aterrizaje

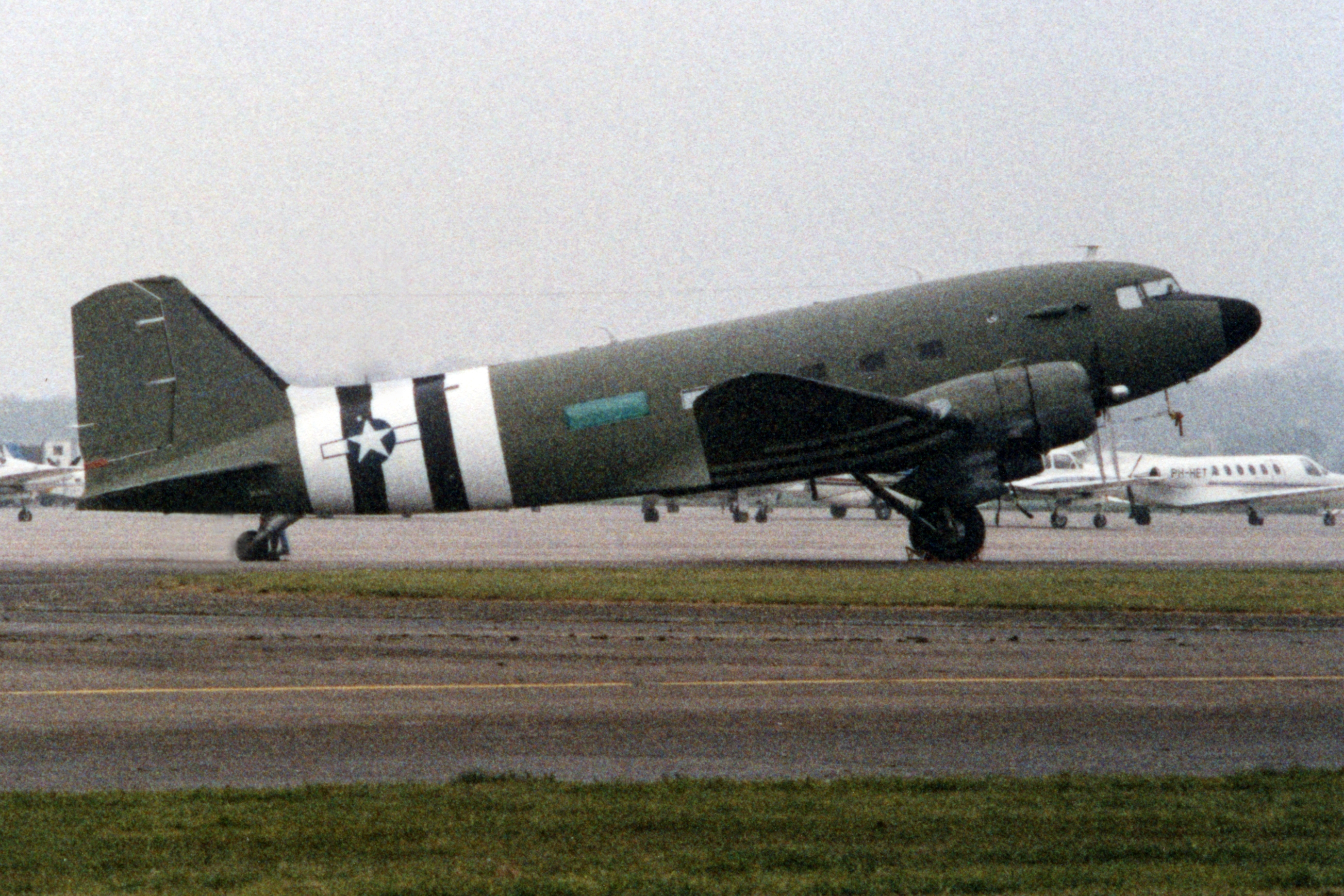
Tren convencional retráctil: El Douglas C-47

Existen dos disposiciones más generales, de tren de aterrizaje a saber: 
- Tren convencional 
- Tren triciclo 
A su vez existen variantes a los dos anteriores que puede ser denominado como tren multiciclo o biciclo

### Tren convencional
El más habitual en un principio, está constituido por dos montantes de aterrizaje debajo del ala o del fuselaje a la altura del ala y una rueda o patín de cola
Este fue el primer sistema que se utilizó, por la disposición primaria del ala -por entonces muy adelantada en el fuselaje- el diámetro de la hélice, la situación del motor, al principio uno solo, en la parte delantera. 
Entre sus ventajas está su buena aerodinámica en caso de tren fijo (al ser la rueda de cola muy pequeña), muy robusto en caso de tren retráctil (por eso se usó mucho en la Segunda Guerra Mundial, donde muchas de las pistas de aterrizaje eran improvisadas y de mala calidad) y de menor coste 
Pero también posee varios inconvenientes: 
1. No permite buena visibilidad del piloto, para la maniobra en tierra (rodadura).
2. Para despegar el empenaje tiene que producir una cierta sustentación para que el avión quede en posición horizontal o sea la rueda de cola en el aire.
3. Cuando el avión aterriza se corre el riesgo de que un mal frenado pueda hacer capotar, o darse vuelta, al avión. Entonces cuando aterriza lo hace en dos puntos o sea que tocan los dos montantes delanteros.
4. Es muy difícil aterrizarlo con viento cruzado, debido a que como la rueda está unida al timón de dirección, este se debe mantener girado para alinearse con la pista, pero no debe tocar la rueda trasera, bajo riesgo de que el avión vire bruscamente.

El sistema de dirección se realiza por medio del patín de cola comandado por cables o también se puede lograr el cambio de dirección aplicando el freno en uno de los montantes principales y dándole potencia en el caso del bimotor al motor opuesto que se aplicó el freno. 

### Tren triciclo

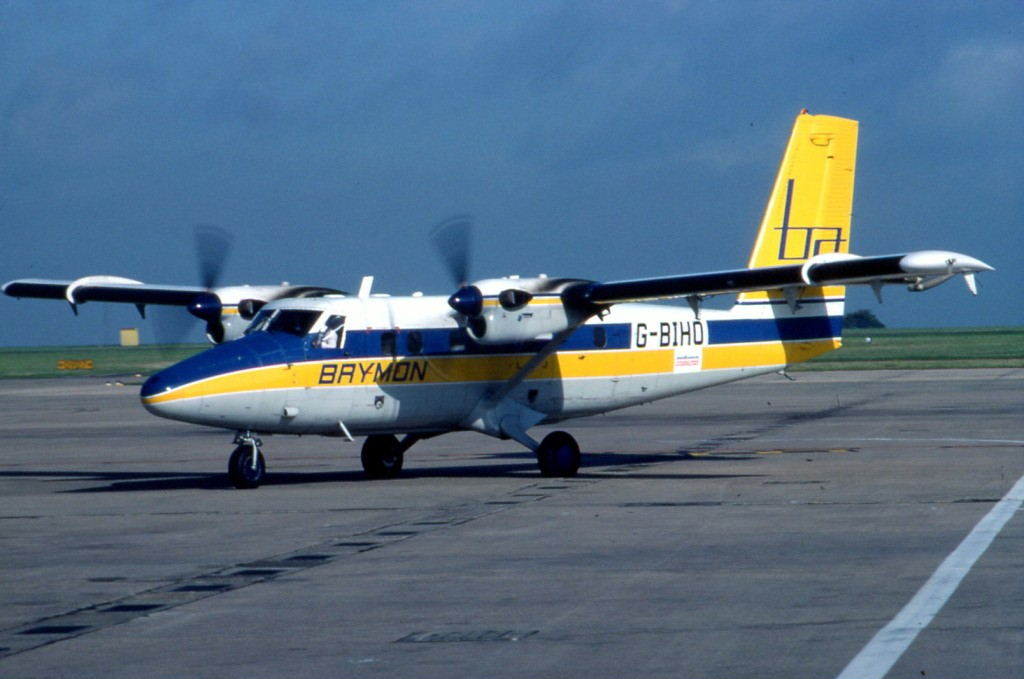
Tren triciclo fijo: DHC Twin Otter

El tren triciclo está constituido por dos montantes principales debajo del ala o del fuselaje y un montante en el frontal del avión, que posee un dispositivo de dirección.
Esta disposición se empezó a usar en la Segunda Guerra Mundial, especialmente para aviones multimotores, al dejar despejado el espacio en el morro. Requiere otra disposición de las ruedas traseras, más atrasada, para lograr un buen centrado en el momento del despegue y el aterrizaje. Por otra parte se presta bien a la instalación de un sistema retráctil.
El tren triciclo tiene la misma misión que el tren convencional, pero  simplifica la técnica del aterrizaje y permite posar el avión en tierra en posición horizontal, eliminando el peligro del capotaje, aun cuando se apliquen los frenos durante el aterrizaje.
La estabilidad que proporciona el tren triciclo en el aterrizaje con viento de cola o viento cruzado, gracias a la posición del centro de gravedad, delante de las ruedas principales, y el recorrido en línea recta en el aterrizaje y despegue, son las ventajas más importantes. Esta condición es de especial importancia para los aviones que deben aterrizar en pistas pequeñas, con viento de costado.
En esta disposición, el montante frontal puede llevar la dirección del avión en tierra independientemente del timón de dirección. Ello se logra por medio de un pequeño volante situado en la parte inferior del asiento del piloto.

## Ubicación del tren de aterrizaje
La ubicación del tren de aterrizaje con respecto al centro de gravedad es importante, ya que de ella depende que un avión obtenga malas o buenas condiciones de despegue o aterrizaje.
En un tren común con rueda de cola (convencional), el centro de gravedad, debe encontrarse detrás de las ruedas principales, mientras que en un tren triciclo en el cual la tercera rueda se encuentra en la proa, debe estar situado ligeramente delante de las ruedas principales.
Los triciclos con rueda delantera poco cargada llevan traseras situadas a poca distancia del centro de gravedad. Un 90% de la carga descansa sobre el tren principal y solo un 10% sobre la rueda de proa.
Las ruedas de proa más cargadas permiten un frenado más eficaz y proporcionan una mayor estabilidad direccional en el aterrizaje. Pero requieren de un tren anterior más robusto y por ende, más pesado. 

## Sistemas de amortiguación
El sistema de amortiguación más elemental, está constituido por el conjunto de cordones elásticos llamados comúnmente monomotores pequeños. El movimiento de las patas de tren hacen estirar este elástico produciéndose el efecto de amortiguación.
Existen sistemas de amortiguación, como los usados actualmente, constituidos por un cilindro donde juega un pistón cargado a resorte para acompañar el retorno del mismo, y de una mezcla de nitrógeno y líquido hidráulico para evitar los bruscos movimientos. 
En aviones pequeños, el tren de aterrizaje, que cumple también las funciones de amortiguación, es el llamado tipo Cessna, sumamente efectivo y muy simple. 
El montante de tren de aterrizaje principal está constituido por los siguientes elementos: montante amortiguador, control direccional del tren de aterrizaje y el shimmy damper.

### Montante amortiguador
Tiene la función de transformar la energía cinética de descenso en incremento de presión de un líquido y un gas que se encuentra dentro de este (en el momento que el avión aterriza).
Este montante amortiguador está constituido por un cilindro que en su parte superior va sujeto a la estructura del avión y por su parte inferior posee un pistón hueco que, en cuyo interior, se desplaza a su vez otro pistón. En la parte superior del pistón hueco existen dos válvulas que permiten el paso de cierta cantidad de líquido.
La empaquetadura es una goma que permite que el líquido no salga y se encuentre entre la pared del cilindro y el pistón y además previene el contacto metal a metal del conjunto. 
Existen dos tipos de montante amortiguador que son: 
- Óleo-neumático (Montante Telescópico): este tipo de amortiguador utiliza aceite (líquido hidráulico) con nitrógeno, los cuales forman una emulsión utilizada como energía de absorción. Primero el líquido hidráulico, con base de petróleo, es cargado por la válvula de recarga y luego el nitrógeno. Los fluidos hidráulicos empleados actualmente en aeronáutica son dos: 
  - Fluidos sintéticos no inflamables (Skydroll) (aviones grandes).
  - Fluidos con base de petróleo (MIL-H-5606 y MIL-H-6083) (pequeños aviones).
- Óleo-resorte: este tipo de montante amortiguador es similar al anterior pero está constituido por un cilindro, un pistón hueco y un pistón libre que se apoya sobre un resorte el cual reemplaza al gas.

### Control direccional del tren de aterrizaje
Puede ser controlado hidráulicamente por cilindros direccionales en aviones de gran peso o mecánicamente en aeronaves ligeras, mediante el uso de cables de acero y varillas de transmisión de movimiento.
Las denominadas tijeras de tren, también son unos de los principales elementos de transmisión de movimiento (tijera inferior y superior), así como también limitan la extensión del telescópico (pistón del amortiguador) cuando la aeronave despega. 

### Shimmy damper
El shimmy damper es una unidad hidráulica individual, que resiste repentinas cargas de torsión aplicadas a la rueda frontal durante las operaciones en tierra, permitiendo un giro suave de la misma. 
El principal propósito de este componente es prevenir oscilaciones extremadamente bruscas hacia la izquierda o derecha durante la operación de despegue y aterrizaje. Así mismo, una mala alineación, balanceo, una presión desigual en los neumáticos delanteros (tren dual), pernos, bujes desgastados y ajustes impropios, producirán una oscilación. 
El shimmy damper ofrece resistencia a la vibración u oscilación forzando al líquido hidráulico a través de un orificio del pistón. El eje del pistón va sujeto a una parte fija de la aeronave, y el cilindro al mecanismo de dirección de torsión de la rueda frontal, el cual se moverá cuando la rueda sea girada, causando un movimiento relativo entre el eje y el cilindro del amortiguador de bamboleo.
Si por ejemplo, la rueda experimenta una oscilación a la izquierda, el pistón del cilindro se desplazará también a la izquierda. Cierta cantidad de fluido pasará ligeramente desde el depósito de la cámara derecha hacia la izquierda. El paso de líquido de una cámara a la otra estará limitado por el orificio del pistón y la resistencia que ofrece el mismo al desplazamiento amortiguará la oscilación. 

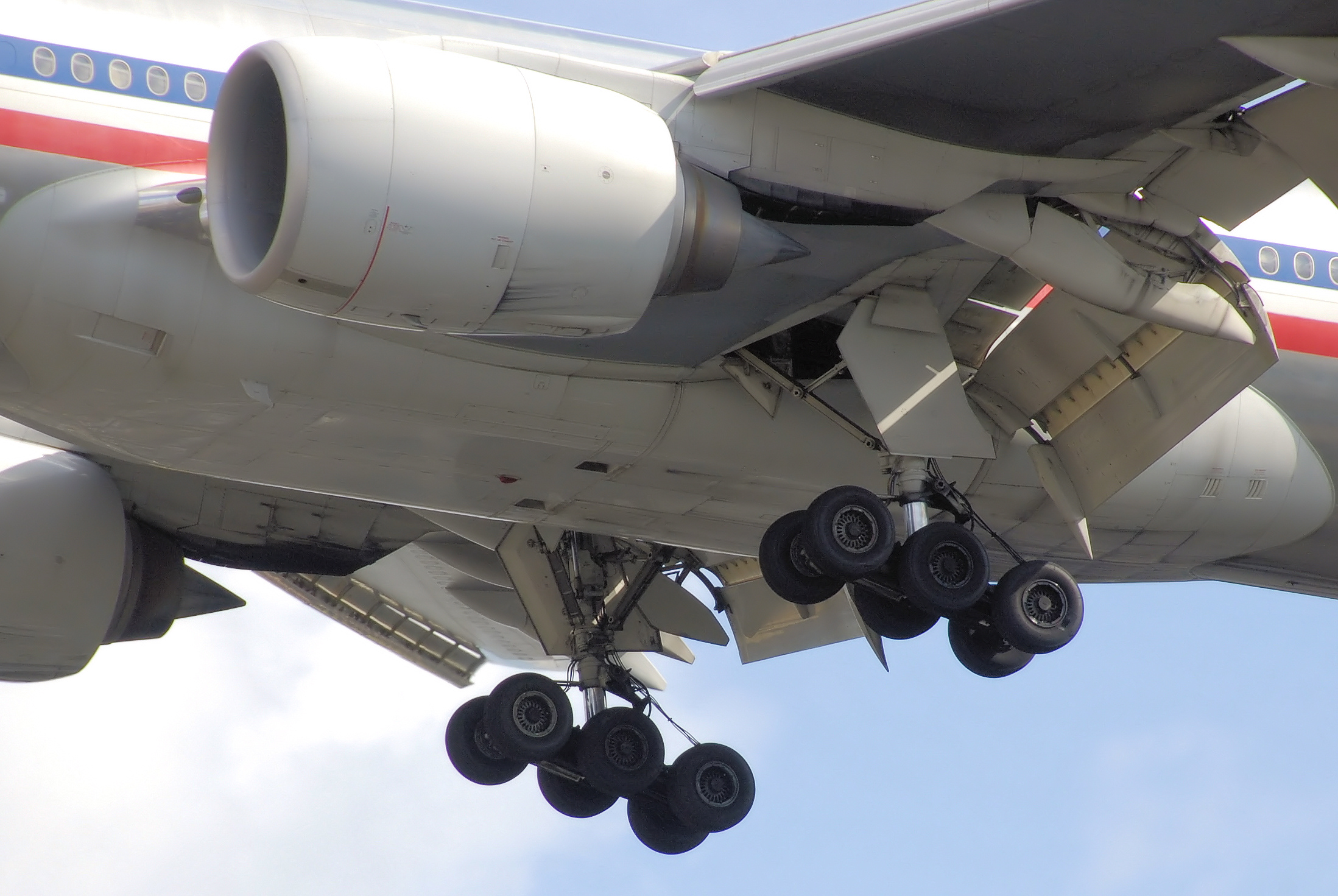
Tren de aterrizaje principal de un Boeing 777-200 de American Airlines, instantes antes de aterrizar.

## Retracción y extensión del tren
La retracción y extensión del tren, y el mecanismo de cierre de las compuertas del tren de aterrizaje están controlados por la palanca de control del tren de aterrizaje. Un sistema de energía hidráulica acciona el tren, las trabas de puertas, actuadores hidráulicos, frenos y el sistema direccional de la rueda frontal.
Cabe destacar que la energía para retracción y extensión del tren también puede ser del tipo electro-mecánica, donde un motor acciona un eje solidario a una caja principal de engranajes, que a su vez acciona el mecanismo de apertura o cierre de las compuertas del tren.
Consta de varias fases la retracción del tren:
1) Al accionar la palanca las ruedas del tren se frenan, mientras que al mismo tiempo se abren las compuertas del avión.
2) Con las ruedas completamente frenadas y la de morro bloqueada, el martinete hidráulico de retracción comienza a retraer el tren hacia los pozos de alojamiento del mismo.
3) Una vez retraído el tren en el interior, se sujeta por un enclavamiento hidráulico, y vuelven a cerrarse las compuertas del avión.
En caso de emergencia se libera las trabas de las compuertas dejándolas caer por gravedad, y liberando el tren de su alojamiento, de modo que sale por la misma fuerza de la gravedad, hasta quedar bloqueado en su posición para el aterrizaje
El proceso de extensión es a la inversa:
1) Al bajar la palanca se da la orden de apertura de las compuertas, liberando su enclavamientos y abriéndose.
2) Con las puertas abiertas se libera el retenedor de las patas del tren,y afloja la presión hidráulica del martinete de retracción, permitiendo bajar el tren por gravedad, hasta quedar bloqueado en su posición para el aterrizaje
3) Las puertas que se quedaron abiertas vuelven a cerrarse,y se enclavan en su sitio ya que si se quedan abiertas genera turbulencia aerodinámica y en la pista pueden llegar a golpearse con el asfalto (en especial en aviones de altura muy baja, con respecto al suelo).

### Sin trampillas
En algunos modelos como el Boeing 737 o los ATR 42 y ATR 72, el tren principal carece de trampillas dejando las ruedas al descubierto alojadas en sus pozos en el fuselaje cuando están retraídas.
Tanto en el Boeing 737 como en los ATR 42 y ATR 72, las ruedas exteriores que sellan los pozos durante el vuelo poseen unos característicos tapacubos metálicos pintados del color del fuselaje similares a los tapacubos de las ruedas de los turismos
En los Dornier DO 228, DO-328, los ATR 42 y 72, la escasa altura del avión con respecto al suelo, impide montar las trampillas para el tren principal, con lo cual solo se doblan las ruedas hacia el fuselaje alojándolas en los pozos que disponen de la forma de las mismas, esto tiene la ventaja de aligerar peso y de que en caso de emergencia las ruedas bajan sin ser bloqueadas por las trampillas, lo que evita este problema que afecta en los demás modelos con trampillas.

### Ruedas desinflables
En algunos modelos de Airbus y de Boeing, las ruedas se desinflan al vacío para reducir su volumen antes de ser retraídas, lo que permite una trampilla más pequeña con un mecanismo hidráulico más pequeño, consiguiendo así una reducción de peso.

## Condiciones necesarias y resistencia estructural
El diseño de un tren moderno debe atender distintos problemas técnicos. Debe ser ligero y a la vez robusto, de construcción sencilla, de fácil mantenimiento y de producción económica. El peso de la estructura del tren no debe ser mayor del 6% del peso total del avión y del 4,5% en los aviones sin hélice. Su volumen debe ser mínimo y su vía lo más ancha posible. El dispositivo de absorción de la energía o sistema de amortiguación debe ser tal, que el impacto de los choques fuertes no sea transmitido al resto de la estructura del avión. 
Debe tener buenas características en su estabilidad direccional, controlable en tierra a altas velocidades, tanto en el despegue como en el aterrizaje, con o sin viento y permitir virajes en tierra de radio reducido. El mecanismo para retraer el tren en vuelo debe ser sencillo y de funcionamiento seguro y disponer de un mecanismo de emergencia. El sistema de frenos debe ser eficaz, de desgaste bajo y buena conductividad térmica. 
Como último elemento constitutivo de la pata de tren, citaremos al sistema de frenos el cual puede ser a cinta o a disco, dependiendo del tipo de aeronave, alojándose siempre en el tren principal del avión.

## Mantenimiento y seguridad

#### 5.1. Inspección y mantenimiento regular
El tren de aterrizaje es sometido a mantenimientos periódicos rigurosos para garantizar que funcione correctamente. Los componentes más críticos, como los neumáticos, amortiguadores y sistemas hidráulicos, son inspeccionados frecuentemente para detectar desgaste o fugas.

#### 5.2. Pruebas no destructivas (NDT)
Este tipo de pruebas permiten inspeccionar componentes como el tren de aterrizaje sin dañarlos. Se utilizan para identificar grietas, corrosión u otros defectos.

#### 5.3. Fallo del tren de aterrizaje
En caso de que el tren no se despliegue correctamente, los aviones están equipados con sistemas de emergencia, como bombas hidráulicas de respaldo o sistemas mecánicos que permiten desplegar el tren manualmente.